# Crowhurst
Crowhurst is een civil parish in het bestuurlijke gebied Rother, in het Engelse graafschap East Sussex met 891 inwoners.

## Overleden
- Nelly van der Linden van Snelrewaard-Boudewijns (1869-1926), Nederlandse muzieklerares en componiste